# Безстічна технологія
Безсті́чна техноло́гія (рос. бессточная технология, англ. uno-verflow technology, нім. abflusslose Technologie f; Technologie f ohne Abwässer n pl) — комплекс технологічних методів переробки мінеральної сировини, об'єднаних замкненим водообігом, що виключає забруднення довкілля.